# Diego Pérez Henao
Diego Pérez Henao (7 de abril de 1971) más conocido como Diego Rastrojo es un ex-narcotraficante y criminal colombiano. Es unos de los fundadores de la organización delictiva Los Rastrojos y socio del Cartel del Norte del Valle.

## Trayectoria
Pérez Henao comenzó su carrera como asesino a sueldo y ascendió rápidamente en las filas del Cartel del Norte del Valle, donde se especializó en recolectar coca en las áreas rurales y en crear laboratorios para convertirla en cocaína y pronto llamó la atención de Wilber Varela.
Wilber Varela comenzó una guerra con Diego Montoya, alias “Don Diego”, un miembro rival del cartel, éste acudió a Pérez para que creara un ejército privado y lo llamó por su alias en el bajo mundo, “Rastrojo”. En 2002 nacieron Los Rastrojos y Pérez dirigió la guerra contra el ejército privado de Montoya, llamado Los Machos; una guerra que Pérez terminó ganando. Otro miembro importante en la organización de Varela era Luis Enrique Calle Serna, alias “Comba”. Pérez apoyó a Comba cuando asesinó a Varela en 2008 y tomó el mando de toda la organización, la cual posteriormente se convertiría en Los Rastrojos.
Pérez fue clave en la expansión de Los Rastrojos desde 2008, enviando células fuertemente armadas a diferentes partes del país, con el fin de asegurar el acceso a los cultivos de droga, proteger los laboratorios de cocaína y controlar el movimiento de los corredores internos dentro de Colombia. En 2011 surgieron rumores sobre su arresto en Venezuela, pero resultaron ser falsos. Diego Rastrojo siempre mantuvo un perfil muy bajo y se sabe muy poco sobre él. Se cree que estuvo continuamente en movimiento, tanto dentro como fuera de Colombia. Mantuvo un mando directo sobre muchas de las diferentes unidades de Los Rastrojos en todo el país y participó en el asesinato de varios de sus rivales.
Con la entrega de Comba a la Agencia Antidrogas (DEA por sus iniciales en inglés) el 8 de mayo de 2012, Pérez presuntamente habría asumido el mando general de Los Rastrojos hasta que fue capturado en julio de ese año en Venezuela y fue extraditado a Estados Unidos por cargos de tráfico de drogas.